# Cannagara aorisaria
Cannagara aorisaria là một loài bướm đêm trong họ Geometridae.